# 劒君
劒君（？—627年），朝鲜半岛新罗国人。仇文大舍之子，爲沙梁宮舍人。
建福四十四年（627年）八月，下霜殺稻谷。次年春夏飢荒，百姓賣子而食。当時，宮中諸舍人同謀，盜取唱翳倉的稻谷分下来，劒君不接受。舍人们说：“大家都接受，你为什么不接受。如果嫌少，就再加点。”劒君笑着说：“我編名於近郎之徒，在風月之庭修行，如果非義，雖是千金之利，也不動心。”当時大日伊湌之子，爲花郎，號近郎，所以这么说。劒君出至近郎之門，舍人等密議，不殺此人，他必泄漏消息，于是召他。劒君知道要被謀殺，辭别近郎：“今日之後，不再相見。”近郎問他，劒君不说，再三相問之，于是简单地说了原因。近郎说：“为什么不告诉有关部门？”劒君说：“我怕死，让衆人入罪，情所不忍。”近郎说：“为什么不逃？”劒君说：“他们没理我有理，我逃了，不是大丈夫。”于是去了。舍人们置酒答謝，秘密把毒藥放到食物里，劒君知道还是吃了，于是死了。《三国史记》评价他：“劒君死非其所，可謂輕泰山於鴻毛者也。”